# Categorie van abelse groepen
In de categorietheorie, een deelgebied van de wiskunde, is de categorie van abelse groepen Ab, de categorie met de abelse of commutatieve groepen als objecten en de groepshomomorfismen als morfismen. Deze categorie is het prototype van een abelse categorie. Het nulobject van Ab is de triviale groep {0}, die alleen uit haar identiteitselement bestaat.
Ab is een volledige deelcategorie van Grp, de categorie van groepen. De monomorfismen in Ab zijn de groepshomomorfismen die injectief zijn, de epimorfismen zijn de surjectieve groepshomomorfismen en de isomorfismen zijn de bijectieve groepshomomorfismen. Het belangrijkste verschil tussen Ab en Grp is dat de som van twee homomorfismen {\displaystyle f} en {\displaystyle g} tussen commutatieve groepen opnieuw een groepshomomorfisme is.
Abels en commutatief zijn synoniem.